# Kyphosus sydneyanus
Kyphosus sydneyanus är en fiskart som först beskrevs av Günther, 1886.  Kyphosus sydneyanus ingår i släktet Kyphosus och familjen Kyphosidae. Inga underarter finns listade i Catalogue of Life.